# Nina Mélo

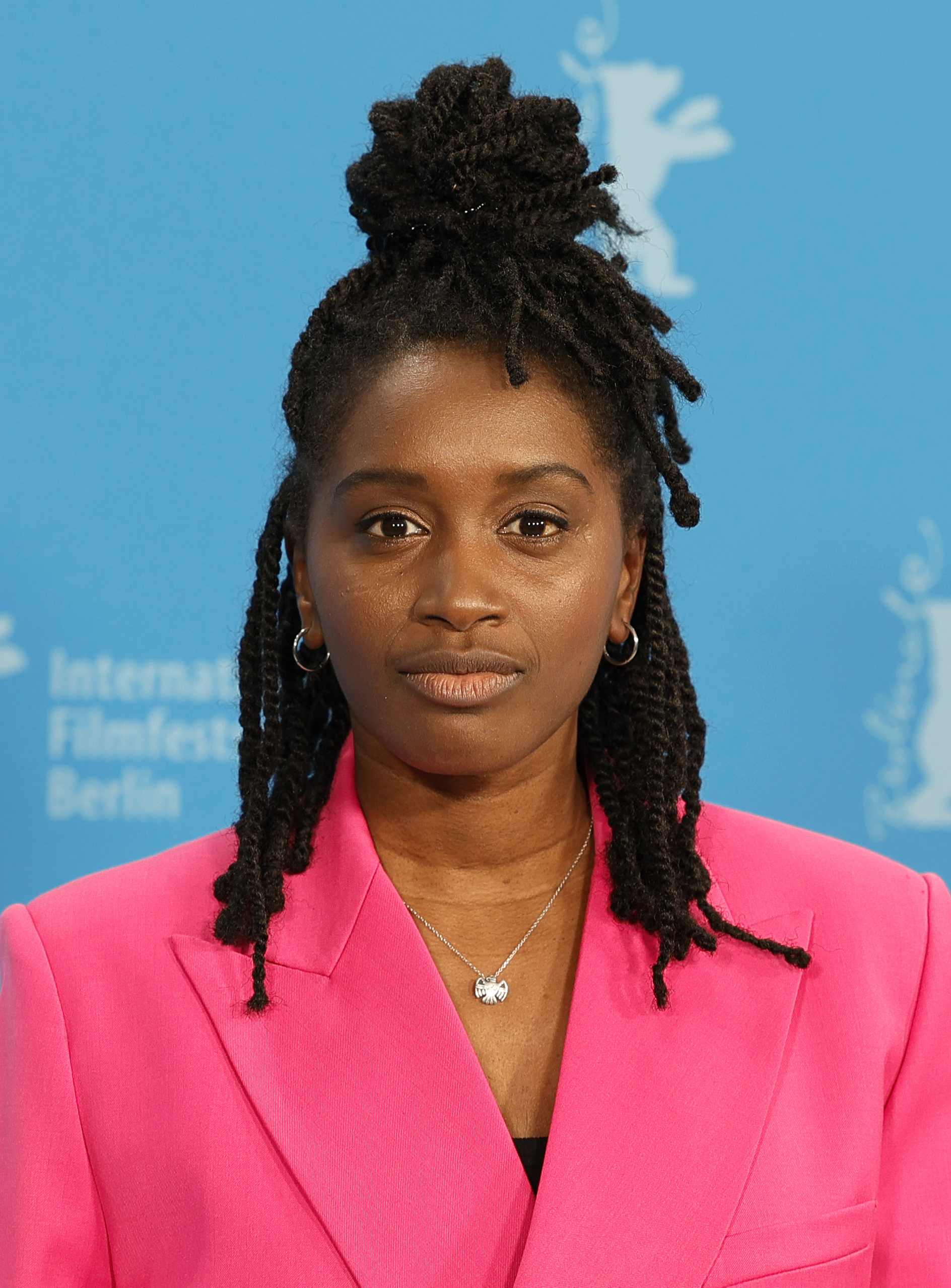
Nina Mélo (2024)

Nina Mélo (* in Aubervilliers) ist eine französische Schauspielerin.

## Leben
Nina Melo wurde in Aubervilliers als Tochter ivorischer Eltern geboren. Sie wuchs in der Region Île-de-France auf. Nach einem kurzen Studium der Handelskommunikation und einem BTS in Betriebswirtschaftslehre entschloss sie sich, einen ganz anderen Weg einzuschlagen und eine Karriere als Schauspielerin anzustreben.

## Beruflicher Werdegang
Mélo hatte 2005 ihre erste Rolle im Fernsehfilm Un prof en cuisine von Christiane Lehérissey. Von da an hatte sie zahlreiche Auftritte im französischen Fernsehen. Sie bekam wiederkehrende Rollen in Serien wie Trop la classe!, Merci, les enfants vont bien und vor allem Nina, die von 2015 bis 2021 auf France 2 ausgestrahlt wurde und Mélo in Frankreich bekannt machte. In dieser Arztserie verkörpert sie Leonnie Bonheur, eine quirlige Krankenschwester mit starkem Charakter.
Parallel zu ihren Fernsehrollen drehte Mélo mehrere Kurzfilme und wurde beim Internationalen Kurzfilmfestival in Clermont-Ferrand mit dem ADAMI-Preis für Vos violences von Antoine Raimbault ausgezeichnet, wo sie Éric Dupond-Moretti als junge Verdächtige gegenübersteht.
Im Kino hatte Mélo zuerst Nebenrollen, unter anderem in Der Auftragslover, Mädchenbande und Rastlos, Renée. Ihre erste Hauptrolle, die der Dokamisa, einer jungen Französin mit ivorischen Eltern, die ihre doppelte Kultur mit sich herumträgt, spielte sie 2014 in Soleils. 
Zu den 74. Internationalen Filmfestspielen Berlin 2024 wurde Black Tea in den Wettbewerb eingeladen. In diesem Film von Abderrahmane Sissako spielt Mélo eine ivorische Frau, die ihre Hochzeit platzen lässt, nach China auswandert und eine komplexe Beziehung mit einem Tee-Verkäufer beginnt.

## Filmografie (Auswahl)
- 2005: Un prof en cuisine
- 2010: Der Auftragslover (L’Arnacœur)
- 2014: Soleils
- 2016: Rastlos, Renée (Orpheline)
- 2018: Die Ausgehungerten (Les affamés)
- 2024: Black Tea

## Auszeichnungen
- 2014: Internationales Kurzfilmfestival Clermont-Ferrand, ADAMI Preis[3]